# Епархия Исиро-Ниангары
Епархия Исиро-Ниангары (лат. Dioecesis Isirensis-Niangaraensis) — епархия Римско-Католической Церкви с центром в городе Исиро, Демократическая Республика Конго. Епархия Исиро-Ниангары входит в митрополию Кисангани.

## История
18 декабря 1911 года Святой Престол учредил апостольскую префектуру Ниангары, выделив её из апостольского викариата Буты (ныне — епархия Буты).
6 мая 1924 года апостольская префектура Ниангары была преобразована в апостольский викариат.
10 ноября 1959 года апостольский викариат Ниангары был преобразован в епархию буллой Cum parvulum Римского Папы Иоанн XXIII.

## Ординарии епархии
- епископ Reginaldo van Schoote (1912 — 1922);
- епископ Emilio Rolin (1922 — 1924);
- епископ Robert Constant Lagae (1924 — 1948);
- епископ François-Odon De Wilde (1948 — 1976);
- епископ Ambroise Uma Arakayo Amabe (1976 — 1989);
- епископ Emile Aiti Waro Leru’a (1989 — 1994);
- епископ Charles Kambale Mbogha (1995 — 2001);
- епископ Julien Andavo Mbia (2003 — по настоящее время).